# Comuna Hanno-Leontovîceve, Ustînivka
Hanno-Leontovîceve (în ucraineană Ганно-Леонтовичеве) este o comună în raionul Ustînivka, regiunea Kirovohrad, Ucraina, formată din satele Hanno-Leontovîceve (reședința), Mala Hannivka și Novociîhîrînka.

## Demografie
Componența lingvistică a comunei Hanno-Leontovîceve
     Ucraineană (88,66%)
     Română (2,72%)
     Rusă (1,36%)
     Alte limbi (0,45%)
Conform recensământului din 2001, majoritatea populației comunei Hanno-Leontovîceve era vorbitoare de ucraineană (88,66%), existând în minoritate și vorbitori de română (2,72%) și rusă (1,36%).